# Spengler
Spengler är ett efternamn.

## Personer
- Alexander Spengler (1827–1901), schweizisk tuberkulosläkare
- Bruno Spengler (född 1983) kanadensisk racerförare
- Egon Spengler, fiktiv gestalt i Ghostbusters
- Florian Spengler (född 1988), tysk racerförare
- Joseph J. Spengler (1912–1991), amerikansk ekonom, statistiker och historiker i ekonomi
- Jörg Spengler (1938–2013), västtysk seglare
- Lazarus Spengler (1479–1534), tysk reformatorisk författare
- Oswald Spengler (1880–1936), tysk filosof
- Pierre Spengler, europeisk filmproducent
- Tilman Spengler, tysk författare